# Bestuurlijke indeling van Nederland

Bestuurlijke indeling van Nederland

De bestuurlijke indeling van Nederland wordt geregeld in hoofdstuk 7 van de Grondwet. Dit hoofdstuk regelt de provincies, de gemeenten, de waterschappen en de andere openbare lichamen alsmede de gemeenschappelijke regelingen tussen de openbare lichamen.

Op basis van de grondwet kent Nederland de navolgende openbare lichamen met een eigen grondgebied:
- de provincies[2]
- de gemeenten[2]
- de bijzondere gemeenten als ander openbaar lichaam bij de wet ingesteld[3]
- de waterschappen[4]

Daarnaast kunnen de openbare lichamen gemeenschappelijke regelingen treffen waarbij zij nieuwe openbare lichamen kunnen instellen.

## Nederland als gedecentraliseerde eenheidsstaat

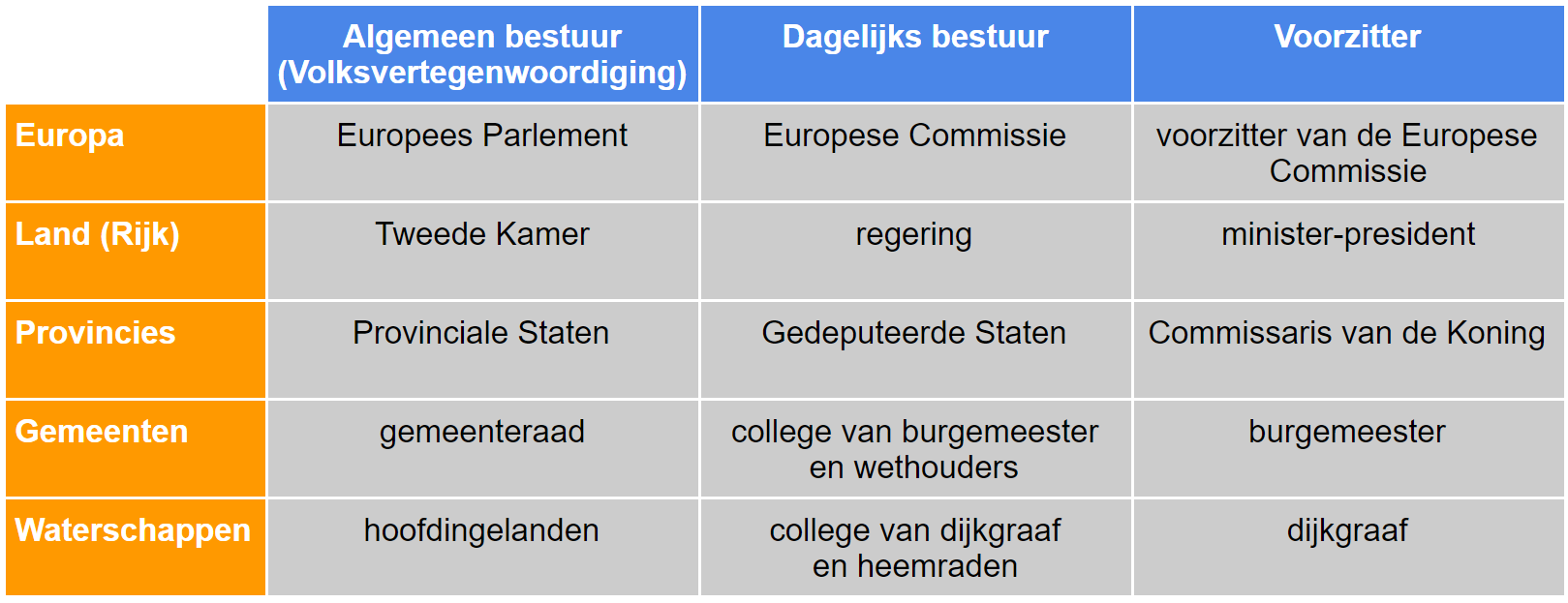
De verschillende bestuurslagen in Nederland en de Europese Unie

Nederland is een gedecentraliseerde eenheidsstaat. Artikel 124 van de Grondwet bepaalt dat voor provincies en gemeenten de bevoegdheid tot regeling en bestuur inzake hun huishouding aan hun besturen wordt overgelaten. Dit is de autonomie van de provincies en gemeenten. Regeling en bestuur kunnen van de besturen van provincies en gemeenten worden gevorderd bij of krachtens de wet. Dat wordt medebewind genoemd. Douwe Jan Elzinga stelt dat het gros van de gemeentelijke taken voorkomt uit medebewind. Dat komt doordat in veel nationale wetten de gemeente wordt verplicht om mee te werken aan de uitvoering van die nationale regelgeving. Deze taakstelling beslaat heden ten dage ongeveer 90 procent van de gemeentelijke activiteiten.
Elzinga beschrijft de (gemeentelijke) autonomie als de taken die voortvloeien uit de zogenaamde open huishouding van de gemeente. Als de huishouding gesloten is, dan betekent dit dat de betreffende overheid alleen die dingen mag doen waarvoor in de nationale regelgeving of in de verdragen specifieke bevoegdheid is gegeven. Bij een open huishouding is er een geheel open mogelijkheid om via regels of bestuursbesluiten maatschappelijke problemen aan te pakken. Elzinga wijst er op dat de grens van die open bevoegdheid wordt bepaald door hetgeen de hogere overheid aan zich heeft getrokken en bijvoorbeeld ook door de grondrechten. De gemeentelijke overheid mag op basis van de open bevoegdheid niet te diep penetreren in de private sfeer.

## Provincies
Nederland is op regionaal niveau verdeeld in 12 provincies. De inrichting van de provincies is geregeld in de Provinciewet.

Deze wet onderscheidt drie bestuursorganen:
- Provinciale Staten als vertegenwoordiger van de bevolking van de provincie.[10] Provinciale Staten hebben afhankelijk van de grootte van de provincie 39 tot 55 leden[11] en worden voorgezeten door de commissaris van de Koning.[12] Provinciale Staten staan aan het hoofd van de provincie[13] en worden voor een periode van vier jaar rechtstreeks gekozen.[14] Provinciale Staten hebben de bevoegdheid verordeningen vast te stellen.[15]
- Gedeputeerde Staten als dagelijks bestuur van de provincie. Zij bestaan naast de commissaris van de Koning als voorzitter uit door Provinciale Staten benoemde gedeputeerden.[16]
- De commissaris van de Koning als vertegenwoordiger van de regering. De commissaris wordt benoemd door de Kroon (Koning en ministers). De benoeming geldt voor een periode van zes jaar, met de mogelijkheid tot herbenoeming.[17]

De bevoegdheden van de provincie en haar organen worden geregeld in titel III van de Provinciewet. De bestuursorganen van de provincie kunnen bestuurscommissies instellen en daaraan bevoegdheden overdragen.

## Gemeenten

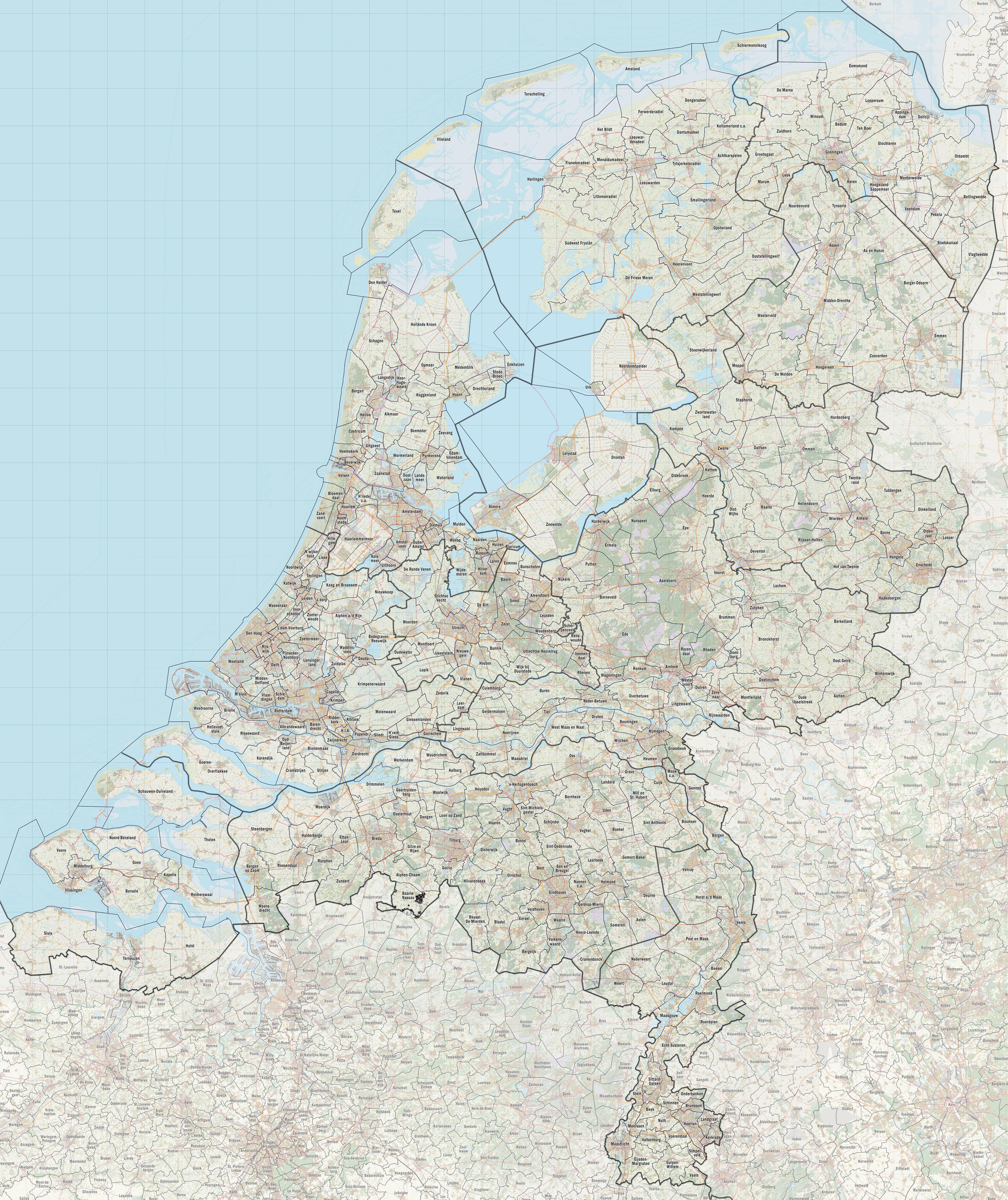
Detailkaart van Nederland met gemeentegrenzen, per 2015

Nederland is op lokaal niveau verdeeld in gemeenten. De inrichting van de gemeenten is voor alle gemeenten op dezelfde wijze geregeld in de Gemeentewet.

Deze wet onderscheidt drie bestuursorganen:
- De gemeenteraad als vertegenwoordiger van de bevolking van de gemeente.[21] De gemeenteraad heeft afhankelijk van de grootte van de gemeente 9 tot 45 leden[22] en worden voorgezeten door de burgemeester.[23] De gemeenteraad staat aan het hoofd van de gemeente[13] en wordt voor een periode van vier jaar rechtstreeks gekozen.[14] De gemeenteraad heeft de bevoegdheid verordeningen vast te stellen.[15]
- Het college van burgemeester en wethouders als dagelijks bestuur van de gemeente. Zij bestaan naast de burgemeester als voorzitter uit door de gemeenteraad benoemde wethouders.[24]
- De burgemeester als vertegenwoordiger van de regering. De burgemeester wordt benoemd door de Kroon (Koning en ministers). De benoeming geldt voor een periode van zes jaar, met de mogelijkheid tot herbenoeming.[25]

De bevoegdheden van de gemeente en haar organen worden verder geregeld in titel III van de Gemeentewet. De bestuursorganen van de gemeente kunnen bestuurscommissies instellen en daaraan bevoegdheden overdragen.

## Bijzondere gemeenten

De afstand tussen Nederland en de bijzondere gemeenten

Bij de Wet openbare lichamen Bonaire, Sint Eustatius en Saba zijn de drie openbare lichamen Bonaire, Sint Eustatius en Saba ingesteld op de voet van artikel 134 van de grondwet. Deze eilanden functioneren als 'bijzondere gemeenten' van Nederland.

De wet onderscheidt drie bestuursorganen:
- De eilandsraad als vertegenwoordiger van de bevolking van de bijzondere gemeente.[28] De eilandsraad heeft afhankelijk van de grootte van de bijzondere gemeente 5 of 9 leden[29] en worden voorgezeten door de gezaghebber.[30] De eilandsraad staat aan het hoofd van de bijzondere gemeente[13] en wordt voor een periode van vier jaar rechtstreeks gekozen.[31] De eilandsraad heeft de bevoegdheid eilandsverordeningen vast te stellen.[32]
- Het bestuurscollege als dagelijks bestuur van de bijzondere gemeente. Zij bestaat naast de gezaghebber als voorzitter uit door de eilandsraad benoemde eilandgedeputeerden.[33]
- De gezaghebber als vertegenwoordiger van de regering. De gezaghebber wordt benoemd door de Kroon (Koning en ministers). De benoeming geldt voor een periode van zes jaar, met de mogelijkheid tot herbenoeming.[34]

De bevoegdheden van de bijzondere gemeente en haar organen worden verder geregeld in hoofdstuk IV van de Wet openbare lichamen Bonaire, Sint Eustatius en Saba.

## Waterschappen

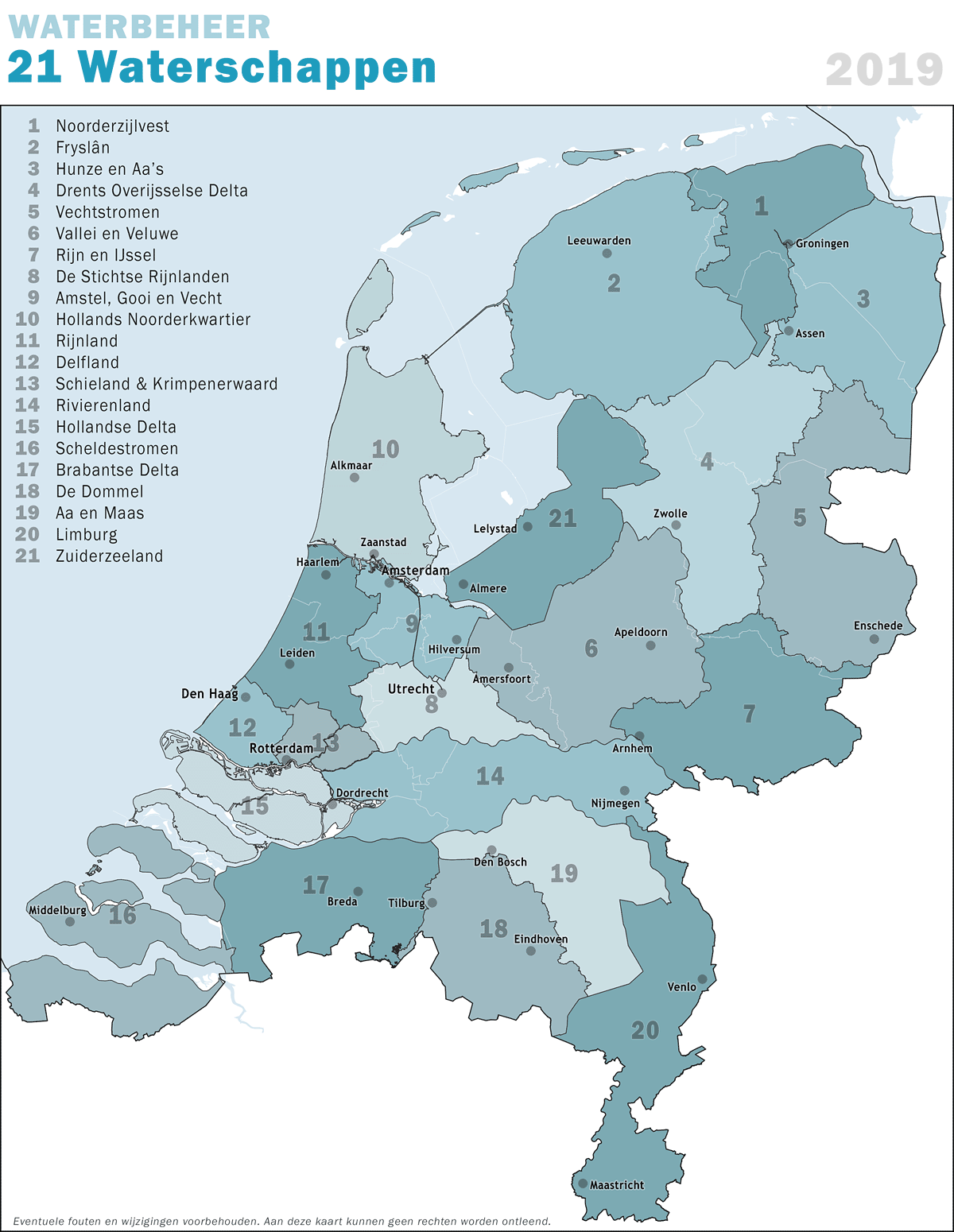
De 21 waterschappen, situatie 2019

Nederland is daarnaast op regionaal niveau verdeeld in 21 waterschappen. De inrichting van de waterschappen is geregeld in de Waterschapswet. Waterschappen zijn openbare lichamen die de waterstaatskundige verzorging van een bepaald gebied ten doel hebben en worden ingesteld door Provinciale Staten van de betrokken provincie(s).

De wet onderscheidt drie bestuursorganen:
- Algemeen bestuur als vertegenwoordiger van de ingezetenen van het waterschap.[39] Het algemeen bestuur bestaat uit vertegenwoordigers van ingezetenen en in de wet aangewezen belanghebbenden en heeft afhankelijk van het reglement 18 tot 30 leden[40] en wordt voorgezeten door de voorzitter van het waterschap.[38] De vertegenwoordigers van de ingezetenen worden voor een periode van vier jaar rechtstreeks gekozen.[41] Het algemeen bestuur heeft de bevoegdheid verordeningen vast te stellen.[4]
- Het dagelijks bestuur, dat bestaat naast de dijkgraaf als voorzitter uit door het algemeen bestuur benoemde leden.[42]
- De voorzitter als vertegenwoordiger van de regering. De voorzitter wordt benoemd door de Kroon (Koning en ministers). De benoeming geldt voor een periode van zes jaar, met de mogelijkheid tot herbenoeming.[43]

De bevoegdheden van de waterschap en haar organen worden geregeld in titel III van de Waterschapswet

## Gemeenschappelijke regelingen
Op grond van de Wet gemeenschappelijke regelingen kunnen openbare lichamen gemeenschappelijke regelingen met oog op het behartigen van in de regeling vermelde belangen instellen.

De wet onderscheidt verschillende vormen:
- het openbaar lichaam met rechtspersoonlijkheid. Deze hebben een algemeen bestuur, een dagelijks bestuur en een voorzitter.[48]
- het gemeenschappelijk orgaan zonder rechtspersoonlijkheid
- de bedrijfsuitvoeringsorganisatie met rechtspersoonlijkheid
- de regeling waarin gemeenschappelijke bevoegdheden worden gemandateerd aan organen van een van de deelnemende gerechten.

Aan de drie eerstgenoemde vormen kunnen (per vorm verschillend) een deel van de bevoegdheden van de deelnemende organen worden overgedragen.
Onder voorwaarden kunnen gemeenten door gedeputeerde staten verplicht worden tot deelname aan een gemeenschappelijke regeling.
Aa en Maas · Amstel, Gooi en Vecht · Brabantse Delta · Delfland · De Dommel · Drents Overijsselse Delta · Fryslân · Hollands Noorderkwartier · Hollandse Delta · Hunze en Aa's · Limburg · Noorderzijlvest · Rijn en IJssel · Rijnland · Rivierenland · Scheldestromen · Schieland en de Krimpenerwaard · De Stichtse Rijnlanden · Vallei en Veluwe · Vechtstromen · Zuiderzeeland